# Adelsried
Adelsried é um município da Alemanha, situado no distrito de Augsburg, no estado da Baviera. Tem 9,7 km² de área, e sua população em 2019 foi estimada em 2.379 habitantes.